# Franz Heinrich Höltich

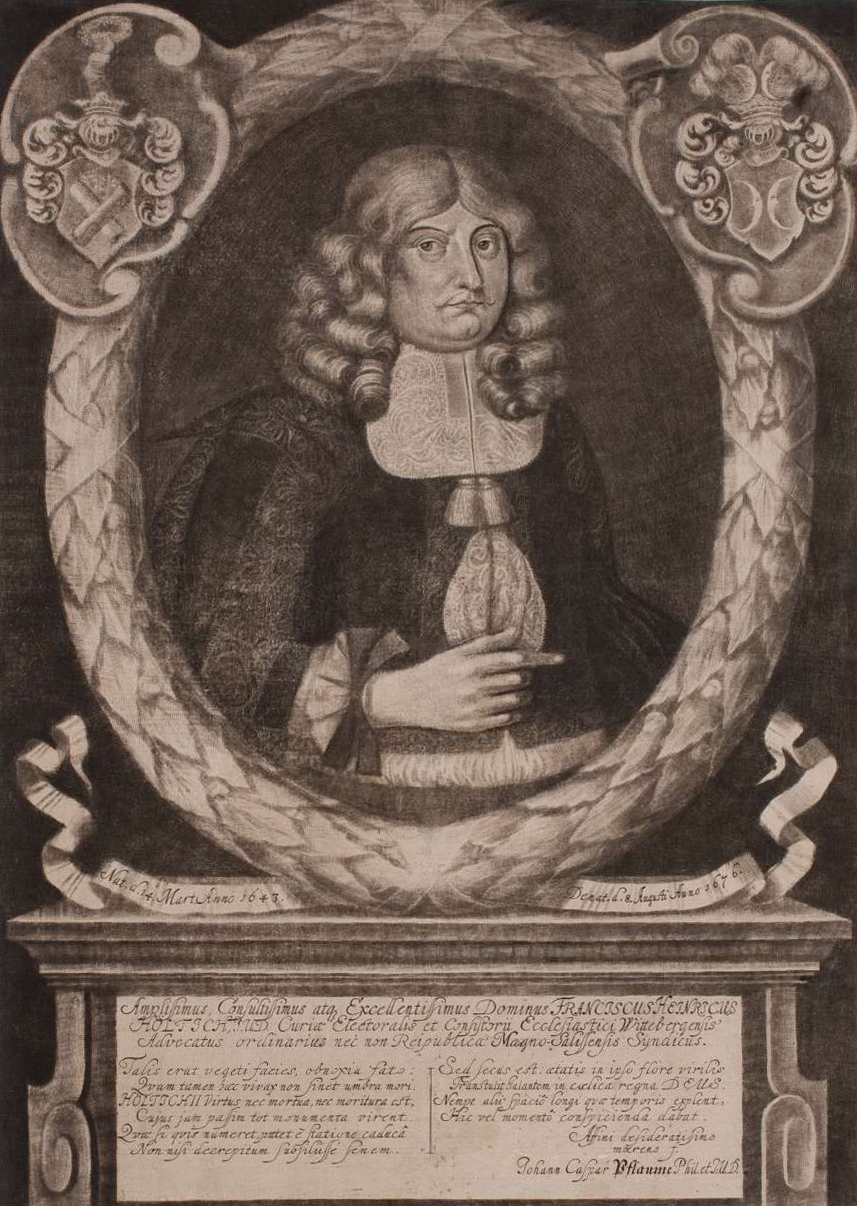
Franz Heinrich Höltich, Radierung von Christian Romstet mit einer Widmung von Johann Caspar Pflaume, Herzog August Bibliothek

Franz Heinrich Höltich, lateinisch Franciscus Henricus Höltich (* 14. März 1643 in Bergedorf; † 8. August 1676 in Groß-Salze), war Doktor beider Rechte, Jurist, Hochschullehrer der Wittenberger Universität Leucorea und Syndikus zu Groß-Salze.

## Leben
Franz Heinrich Höltich war ein Sohn des Herzoglich Sachsen-Lauenburgischen Holzvogts (Forstmeisters) Ludolph Höltich († 1683 in Marienwohlde) aus Marienwohlde bei Mölln und dessen Frau Margarethe, geborene Garss (* 5. September 1625 in Bergedorf; † 1660). Nach dem anfänglichen Unterricht durch einen Privatlehrer wurde er auf die Domschule in Ratzeburg geschickt. Im Juni 1656 immatrikulierte er sich zusammen mit seinem Bruder Johann Adolph Höltich an der Universität Rostock. 1658 besuchte er für zwei Jahre das Katharineum zu Lübeck unter den Inspektionen von Sebastian Meier, Heinrich Bangert und Johann Polz. Am 29. September 1660 schrieb er sich an der Wittenberger Universität Leucorea ein, wieder zusammen mit seinem Bruder Johann Adolph.
Nach Jahren intensiven Studierens in Wittenberg wurde er 1665 von seinem Vater nach Marienwohlde zurückberufen. Nachdem Franz Heinrich sich seinem Vater erklärt hatte, schickte dieser ihn an die Universität Straßburg, wo er sich am 29. Juni 1665 immatrikulierte. Von dort reiste er nach Basel. Dann bekam er das Angebot seines Vaters, in fremde Länder reisen zu dürfen, was ganz seinen Wünschen entsprach. Die erste Station war Kölln, wo er den Winter über blieb. Im heranbrechenden Frühling des folgenden Jahres zog es ihn nach Italien. Dort blieb er eineinhalb Jahre und besuchte Akademien, Höfe und Collegia (Vereinigungen). Im Jahre 1667 durchreiste er fast ganz Frankreich und ließ sich von dort trotz des harten Winters nach England übersetzen. Von England ging es nach Holland, wo er sich wieder eine Zeit lang aufhielt und Akademien besuchte. Nach Hause berufen, trat er mit Bonaventura von Bodeck eine Reise nach Königsberg an, wo sich der Kurfürst Friedrich Wilhelm von Brandenburg samt Hofstaat aufhielt. Nach der Rückreise entschloss er sich, nach einer Beratung mit Kanzler Johann Eichel von Rautenkron 1671, in Wittenberg weiter zu studieren, reiste aber vorher noch nach Leipzig.
Kurze Zeit später war er wieder in Wittenberg, wo er sein Studium an der Wittenberger Universität Leucorea fortsetzte. Am 4. März 1671 wurde er zum Lizenziaten und am 26. April 1671 zum Doktor der Rechte promoviert. Er wurde auch Doktor beider Rechte. Ab 1672 wirkte er dort als Praeside. Neben seiner Lehrtätigkeit als Privatdozent an der Universität gab er auch Privatunterricht. Der Freiherr und spätere Geheimrat Moritz Heinrich von Miltitz (1654–1705) wohnte zu diesem Zweck mit in seinem Haus (vermutlich mit dessen Hofmeister), bis dieser 1673 nach dessen Promotion zum Doktor der Rechte auf Bildungsreise ging. In dessen Dissertation Dissertatio Jur. De Legato Rei Alienae vom 5. Februar 1673 war er dessen Praeside. Moritz Heinrich von Miltitz war ein Urururgroßneffe von Karl von Miltitz. Höltich wirkte in Wittenberg außerdem als Hofgerichts- und Konsistorialadvokat.
Am 2. September 1672 heiratete Franz Heinrich Höltich in Wittenberg Sabina Dorothea Leyser (* 19. Mai 1654 in Wittenberg; † Ende Mai 1702), die Tochter von Caspar Leyser und Anna Maria Hettenbach, Tochter des Anwalts und Advokaten Georg Hettenbach in Wittenberg und Enkelin von Ernestus Hettenbach. Zu Sabina Dorotheas Vorfahren gehörten auch Polykarp Leyser II., Polykarp Leyser der Ältere, Lucas Cranach der Jüngere und Lucas Cranach der Ältere.
Nach Dissertationen, einer Disputation und einigen anderen Schriften veröffentlichte er im Dezember 1672 mit Johann Caspar Waltz Quaest. Foemina Non Est Homo. In dem Werk, von dem mindestens vier weitere Auflagen erschienen, wurde festgestellt, dass Frauen keine Menschen sein könnten. Schon vor Valens Acidalius war das ein Thema, das vor und auch nach Franz Heinrich Höltich und Johann Caspar Waltz oft aufgegriffen wurde, in der jahrhundertelangen Geschichte der Querelle des femmes. Rosina Dorothea Schilling (1670–1744), später Schilling-Ruckteschel, war wohl die erste Frau, die nach dem Erscheinen der fünften Auflage 1688 zu dem Inhalt der Schrift Stellung bezog und ihre Streitschrift Das Weib auch ein wahrer Mensch gegen die unmenschlichen Lästerer Weibl. Geschlechts einfältigst vorgestellet von einer Jungfräulichen Weibs-Person R. D. S. aus ihren Zellen verfasste. Ihre Schrift erschien 1697.
Franz Heinrich Höltich verfasste ferner Epicedien auf Verwandte, auf Anna Barbara Schneider, Frau des Konrad Viktor Schneider und Tochter von Aegidius Strauch I., eine Cousine zweiten Grades seiner Frau, sowie auf deren Tochter Euphrosyne Walther, Frau des Michael Walther des Jüngeren, die in deren Leichenpredigten veröffentlicht wurden. Ebenfalls für seinen Freund Ernst Dieterich von Selmnitz. Auch ein Gratulationsgedicht zur Hochzeit von Samuel Benedict Carpzov, Sohn von Johann Benedikt Carpzov I., und Anna Maria Ostermann, Tochter des Wittenberger Professors Johann Erich Ostermann, wurde von ihm verfasst. Von 1673 bis zur zweiten Hälfte des Jahres 1674 erschienen von Franz Heinrich Höltich einige weitere Werke. 1674 wurde seine Tochter Christiane Elisabeth in Wittenberg geboren.
Im selben Jahr wurde er Syndikus des kursächsischen Hofgerichts in Groß-Salze. 1675 verfasste er einen Nachruf in lateinischer und ein Epikedeion in deutscher Sprache auf den Pastor von Groß-Salze Christian Seelmann. Ab dem 1. August 1676 litt Franz Heinrich Höltich an Durchfall und hitziger Krankheit, was heute als Typhus bezeichnet wird, und wurde bettlägerig. Sieben Tage danach, am 8. August 1676 verstarb er.
Seine Leichenpredigt hielt Christoph Brenner in der Kirche St. Johannis in Groß-Salze. Es war die erste Predigt von der neuen Barockkanzel. Am 16. August, acht Tage nach seinem Tode, wurde seine zweite Tochter Margaretha Gottlieb geboren, die aber einen Tag später verstarb. Johann Friedrich Spengler (Mitglied im Pegnesischen Blumenorden unter dem Ordensnamen Charicles ab 1678) verfasste zum Tode Franz Heinrich Höltichs 1676 das Madrigal Es bindet sich an die Gesezze nicht, das in seinem Gedichtband Wittenbergischer Poeten-Steig 1687 gedruckt veröffentlicht wurde. 1677 erschien die gedruckte Leichenpredigt mit einem zusätzlichen Teil, der Epicedien auf Franz Heinrich Höltich enthielt. Beiträger waren unter anderen Christian Donati, Werner Theodor Martini, Johann Andreas Quenstedt, Joachim Nerger, Gottfried Strauß, Andreas Sennert, Michael Strauch, Christian Röhrensee, Konrad Samuel Schurzfleisch, Johann Karl Naeve, Christian August Pompejus (Sohn von Nikolaus Pompeius) und sein Schwager Caspar Friedrich Leyser.
Ein Porträt von Franz Heinrich Höltich, mit einer Widmung von seinem Schwager Johann Caspar Pflaume darunter, erschien als Radierung, angefertigt mit der Schabtechnik des Kupferstechers Christian Romstet. Die Wappenkartusche in der linken oberen Ecke der Radierung zeigt das Höltich-Wappen. Unklar ist, ob es ein älteres Familienwappen ist oder ob Franz Heinrich Höltich nur das Recht bekommen hat, mitsamt seinen Nachfahren das Wappen zu führen, sollte er geadelt worden sein. Im Schilde befinden sich zwei gekreuzte Schriftrollen (vermutlich), hinter denen oben heraus kleine beblätterte Zweige hervorschauen. Aus dem gekrönten Helm heraus oder direkt hinter ihm hervor zeigt sich ein gebeugter Arm, dessen Hand einen Lorbeerkranz in die Höhe hält. Die Wappenkartusche in der rechten oberen Ecke der Radierung stellt das Familienwappen der seit 1590 geadelten württembergisch-sächsische Linie der Familie Leyser dar. Im Schilde stehen zwei mit den Spitzen nach außen gekehrte Sichelmonde nebeneinander. Auf dem gekrönten Helm darüber befinden sich sechs Straußenfedern, ebenfalls mit zwei nebeneinander stehenden, mit den Spitzen nach außen gekehrten Sichelmonden davor. In farbigen Abbildungen des Wappens sind die Monde sowie die Helmkrone goldfarben und das Schild sowie die Straußenfedern schwarz gehalten.

## Familie
Seine Witwe Sabine Dorothea heiratete in Wittenberg am 7. April 1678 Christian Donati, mit dem sie aber keine zusätzlichen Kinder hatte. Am 20. oder 30. April 1691 heiratete seine Tochter Christiane Elisabeth Höltich den Professor Johann Georg Neumann. Aus dieser Ehe ging ein Sohn hervor. Sabina Dorothea stiftete als Witwe von Donati ein Stipendium, das Donatsche Stipendium, für die Nachkommen von Johann Georg Neumann und für die Deszendenten ihres Großvaters Polykarp Leyser II. männlicher Linie. Donati starb am 13. und wurde am 17. August 1694 in der Stadt- und Pfarrkirche St. Marien zu Wittenberg beigesetzt. Sabina Dorothea ließ ihm dort ein Epitaph errichten.
Christiane Elisabeth starb am 16. oder 17. Dezember 1701 und wurde am 26. Dezember in der Stadt- und Pfarrkirche beigesetzt. Ihre Leichenpredigt wurde 1706 gedruckt veröffentlicht. 1708 erschien ein Begräbnissgedicht auf sie von Christian Hoffmann von Hoffmannswaldau in der von Benjamin Neukirch herausgegebenen Anthologie Herrn von Hoffmannswaldau und anderer Deutschen auserlesener und bisher ungedruckter Gedichte, Teil 4. Ende Mai 1702 starb Sabina Dorothea und wurde am 1. Juni 1702 ebenfalls in der Stadt- und Pfarrkirche beim Altar beigesetzt. Der Neffe ihrer und Franz Heinrichs Tochter Christiane Elisabeth, Johann Wilhelm Jahn, verfasste die Leichenpredigt.
Franz Heinrichs Vater Ludolph Höltich hatte nacheinander mindestens zwei Ehefrauen und neben Franz Heinrich drei weitere Söhne und eine Tochter.
- Johann Adolph Höltich, Stadtschreiber von Mölln und Jurist zu Lübeck
- Christian Wilhelm Höltich, Jurist und Sekretär der Deutschen Hanse
- Joachim Werner, Förster in Marienwohlde, Stifter in Mölln
- Die Tochter heiratete den Philosophen und Juristen Johann Caspar Pflaume.

## Schriften
- Problematum Politicorum Senarius, Wittenberg, 1661[29]
- Dissertatio Hist. De Donatione Constantini M. Sylvestro Papae (Ut Dicìtur) Facta, Wittenberg, 1662 (Digitalisat)
- Disputatio Iuridica De Satisdatione Defensorum Imperfectae Aetatis, Wittenberg 1663 (Eine Widmung als Gedicht) (Digitalisat)
- Collegium feudalis publici secundum methodum Schobellianam: Diss. III. de personis quae feudum dare vel accipere possunt, Wittenberg, 1663 (Digitalisat)
- Dissertatio Juridica Inauguralis De Purgatione Canonica, Wittenberg, 1671 (Digitalisat)
- Auctoritate Amplissimi Philosophorum Ordinis, In Inclyta Ad Albim Academia, Wittenberg, 1671 (Digitalisat)
- Dissertatio Politica De Iure Maiestatis In Academias, Wittenberg, 1671 (Digitalisat)
- Lecturis Sub Novi Anni Ingressum Prospera Qvaeqve Et Sal. Plur. Precatur. Wittenberg, 1671[30]
- Disputatio Juridica De Administranda Tutela, Wittenberg, 1672 (Digitalisat)
- Aborigines Feudales, Wittenberg, 1672 (Digitalisat)
- De Jure Ambucae … Periculum Academicum, Wittenberg, 1672 (Digitalisat)
- Episcopus Panarius, Wittenberg, 1672 (Digitalisat)
- Exercitatio Juridica, De Jure Recriminationum, Wittenberg, 1672 (Digitalisat)
- Jura Legitimationum, Wittenberg, 1672 (Digitalisat)
- Quaest. Foemina Non Est Homo, Wittenberg, 1672 (Digitalisat)
- Dissertatio Jur. De Legato Rei Alienae, Wittenberg, 1673 (Digitalisat)
- De His Quorum Ratio Reddi Non Potest, Wittenberg, 1673 (Digitalisat)
- Conclusiones Subitariae Ad L. Anastasianam. Wittenberg, 1673 (Digitalisat)
- Sōphrosynē Tēs Euphrosynēs, Wittenberg, 1673 (Digitalisat)
- Ars Vivendi / Aus dem... Wittenberg, 1673 (Digitalisat)
- Cum Benevolo Magnifici & Nobilissimi ICtorum Ordinis permissu, Exercitium Iuridicum,... Wittenberg, 1673 (Digitalisat)
- In Nuptias Auspicatissimas Nobilissimi,... Wittenberg, 1674 (Digitalisat)
- Dissertatio Academica De Jure, Wittenberg, 1674 (Digitalisat)
- Executores Testamenti, Wittenberg, 1674 (Digitalisat)
- Judicium Inter Parentes Et Liberos, Wittenberg, 1674 (Digitalisat)
- Lecturis Jurisprudentiae Potissimum Studiosis Pro Cuiusque Dignitate & Statu Observantiam & Officia, Wittenberg, 1674 (Digitalisat)
- Quaest. Foemina Non Est Homo, Wittenberg, ca. 1674 oder 1675 (Neuauflage) (Digitalisat)
- Quaest. Foemina Non Est Homo, Wittenberg, 1678 (Neuauflage) (Digitalisat)
- Quaest. Foemina Non Est Homo, Vulgo Ob die Weiber Menschen seyn oder nicht? Wittenberg, 1688 (Neuauflage) (Digitalisat)